# چیغ‌دملیک (آیدین‌تپه)
چیغ‌دملیک {{ترکی|Çiğdemlik) (به کردی: Gudgune) یک منطقهٔ مسکونی در ترکیه است که در آیدین‌تپه واقع شده‌است. چیغ‌دملیک ۲۲۵ نفر جمعیت دارد.